# Ernest Johann Nepomuk
Ernest Johann Nepomuk (ur. 20 kwietnia 1731 w Wiedniu, zm. 17 marca 1788 w Linz) – austriacki duchowny rzymskokatolicki, w latach 1785-1788 biskup Linz.

## Życiorys
Ernest Johann Nepomuk urodził się 20 kwietnia 1731 w Wiedniu. Święcenia kapłańskie przyjął w Freising 7 marca 1754. 16 lutego 1767 został mianowany biskupem pomocniczym Freising i biskupem tytularnym Eucarpii. Został konsekrowany 8 marca 1767. 1 stycznia 1785 Nepomuk został wybrany na biskupa Linz, papież zatwierdził kanonicznie ten wybór 14 lutego 1785. Ingres odbył się 1 maja 1785.
Zmarł w swoim biurze 17 marca 1788.